# تشارلز إس. سينغلتون
تشارلز إس. سينغلتون (بالإنجليزية: Charles S. Singleton)‏ هو ناقد أدبي وصحفي أمريكي، ولد في 21 أبريل 1909 في مك لود في الولايات المتحدة، وتوفي في 10 أكتوبر 1985 في مقاطعة كارول في الولايات المتحدة.